# Muñomer del Peco
Muñomer del Peco ist ein zentralspanischer Ort und eine Gemeinde (municipio) mit 111 Einwohnern (Stand: 2024) in der Provinz Ávila in der Autonomen Region Kastilien-León.

## Lage und Klima
Muñomer del Peco liegt auf der Südseite der Sierra de Gredos in der Provinz Ávila in einer Höhe von ca. 895 m.
Die Entfernung nach Ávila beträgt knapp 27 km (Fahrtstrecke) in südöstlicher Richtung. Das Klima ist gemäßigt bis warm; der Regen (ca. 570 mm/Jahr) fällt mit Ausnahme der trockenen Sommermonate übers Jahr verteilt.

## Bevölkerungsentwicklung
| Jahr      | 1970 | 1981 | 1991 | 2001 | 2011 | 2021 |
| Einwohner | 163  | 124  | 141  | 139  | 140  | 108  |

## Sehenswürdigkeiten
- Kirche Mariä Himmelfahrt (Iglesia de Nuestra Señora de la Asunción)
- Marienkapelle

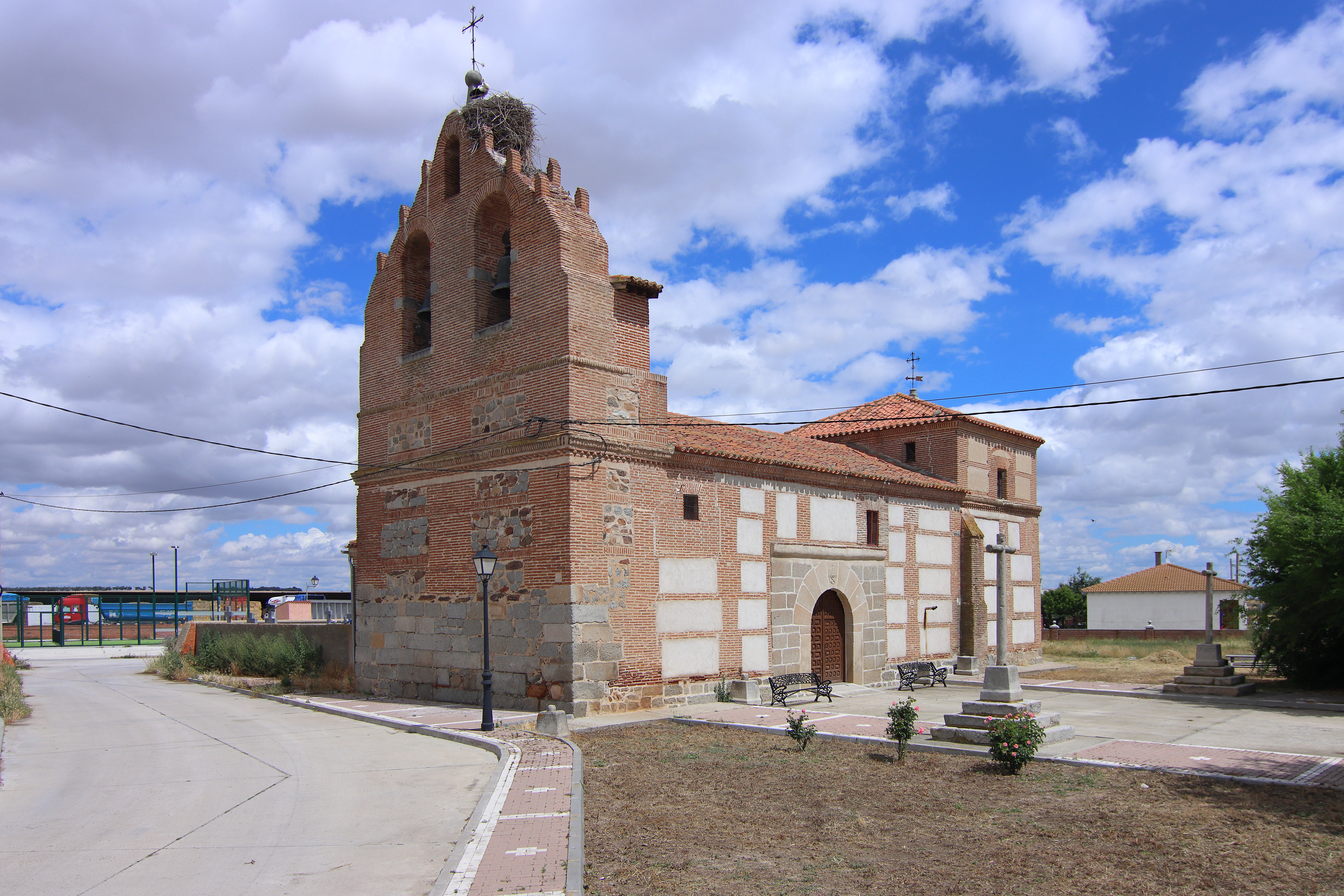
Kirche Mariä Himmelfahrt
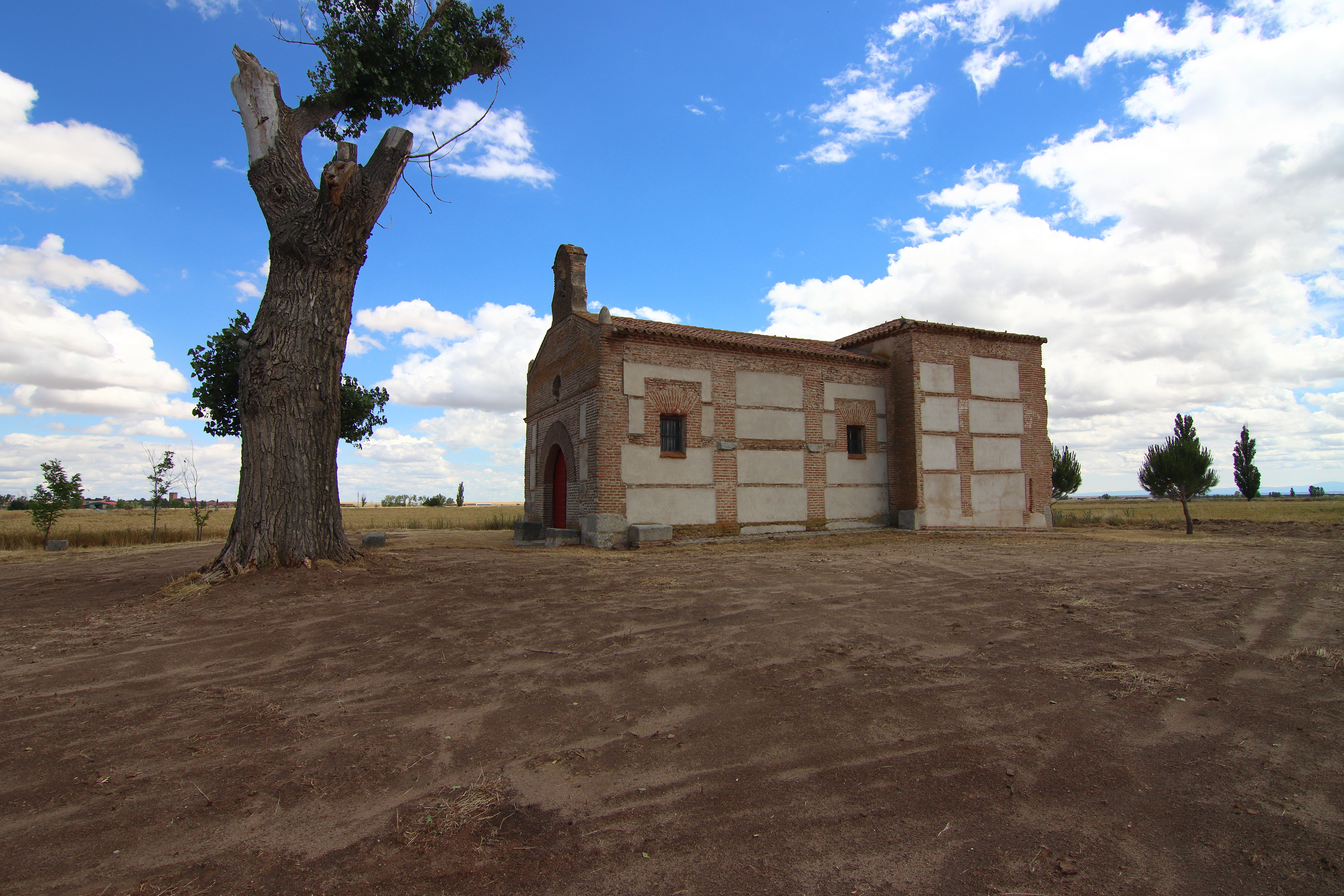
Marienkapelle
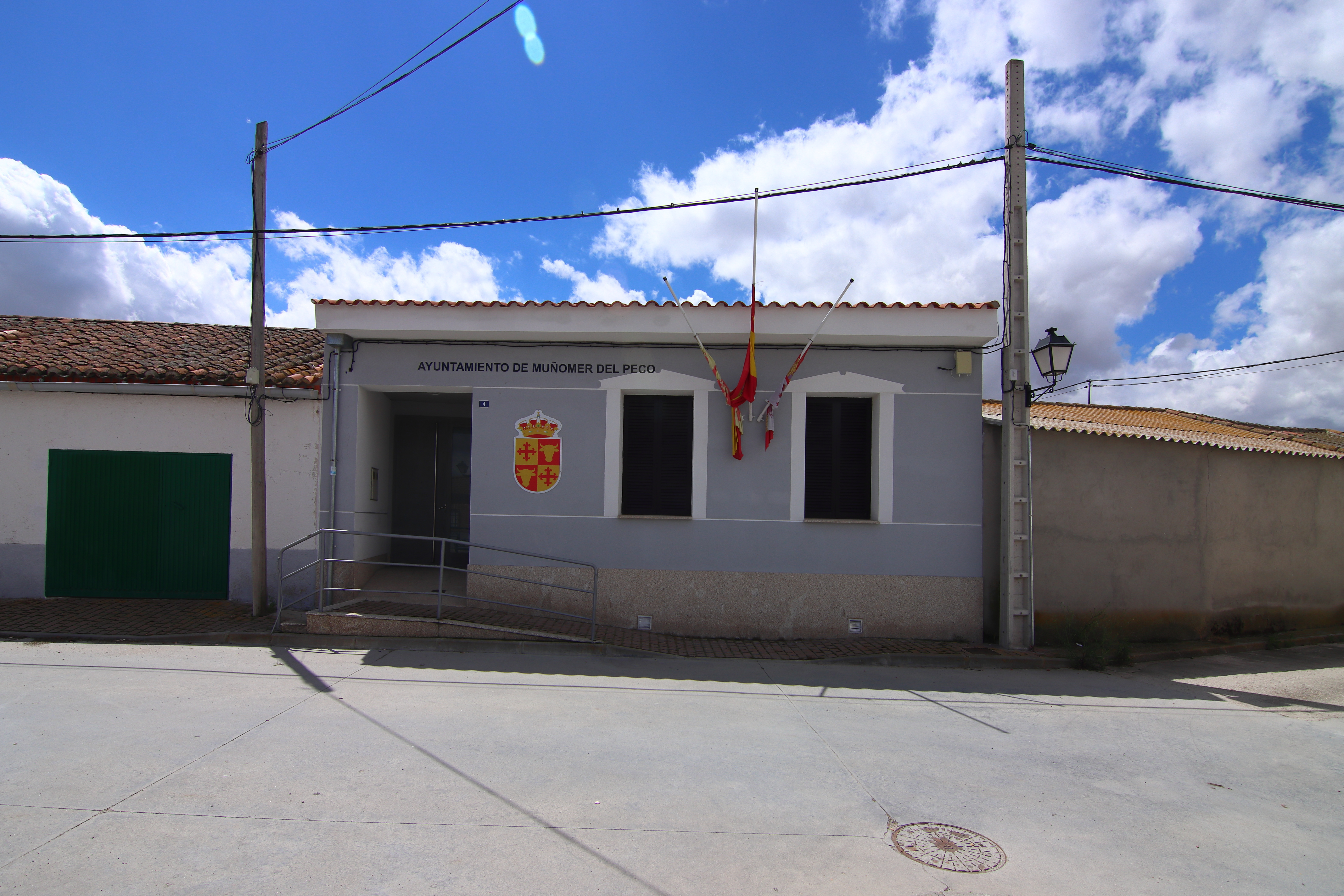
Rathaus